# Schloßkirche Leipzig-Lützschena
Die Schloßkirche Leipzig-Lützschena ist ein evangelisch-lutherischer Kirchenbau im Leipziger Stadtteil Lützschena.

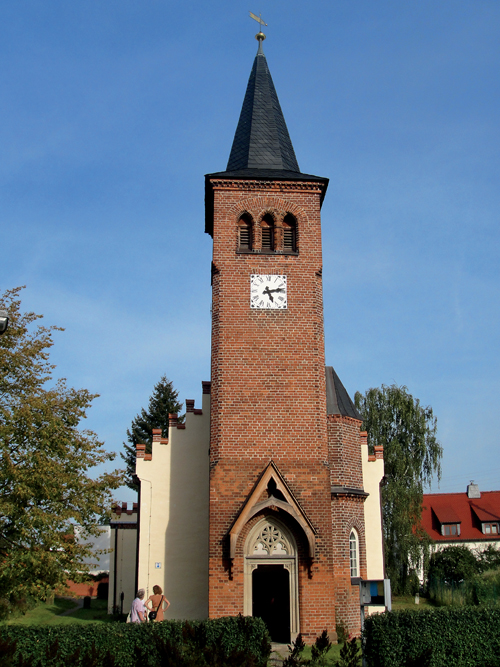
Die ev.-luth. Schloßkirche in Leipzig-Lützschena, Blick von Westen

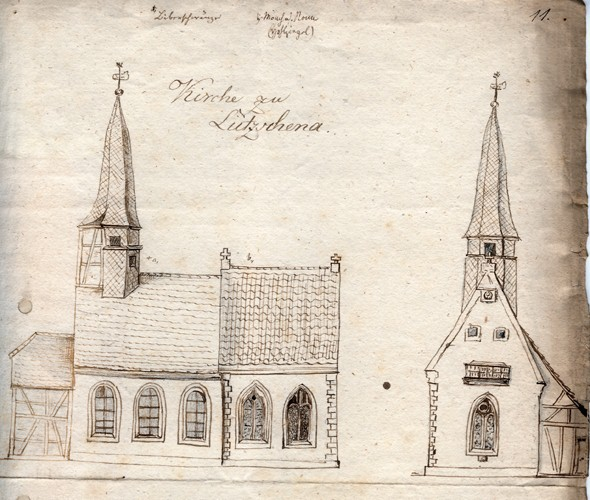
Die Kirche zu Lützschena bis 1855 in einer Zeichnung von Pfarrer Ernst Moritz Reichel

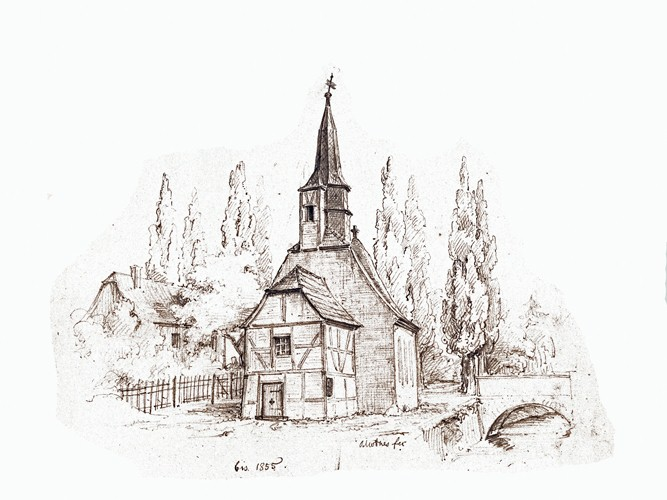
Die Kirche zu Lützschena bis 1855 in einer Zeichnung von Oskar Mothes

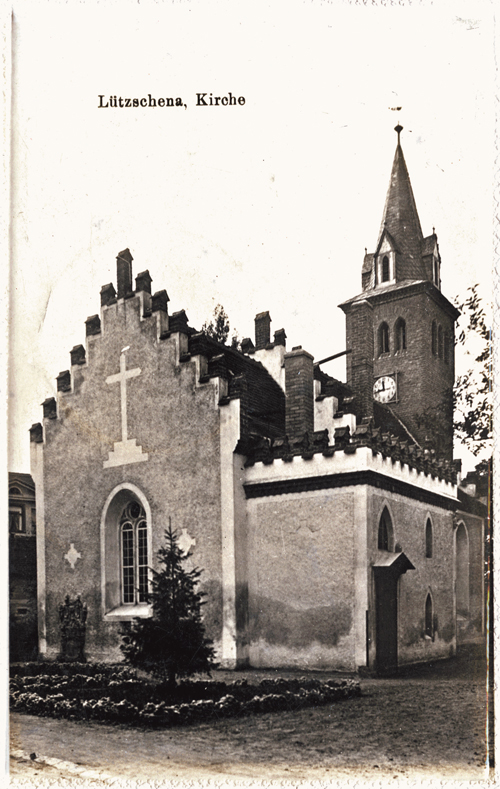
Ansicht von Osten nach einer Postkarte von 1909

## Baugeschichte
Im Jahre 1278 wird Lützschena erstmals urkundlich erwähnt. Damals verkaufte nach dem Tod des Johannes von Brandis Markgraf Dietrich von Landsberg das Dorf an den Bischof Friedrich von Merseburg. Zu diesem Zeitpunkt besaß Lützschena bereits eine lange Geschichte. Die slawische Wurzel im Ortsnamen verweist auf eine Gründung durch Sorben, die sich hier wohl schon im 7./8. Jahrhundert „an den Wiesen“ oder „an einem Bogen“ der nahen Weißen Elster angesiedelt hatten (vgl. verwandte Ortsbezeichnungen wie Leutzsch oder Lockwitz).
Während des deutschen Landesausbaues im 11. bis 13. Jahrhundert erhielt Lützschena eine Wasserburg auf dem heutigen Schlossgelände. Ihr vorgelagert war eine kleine Kirche, die von den Bewohnern der Burganlage und des Dorfes gemeinsam genutzt wurde. Wann eine eigenständige Pfarrei eingerichtet wurde, ist unbekannt. Ebenso lässt sich der Weihename dieser ersten Kirche nicht mehr ermitteln.
Um 1512 fand ein fast vollständiger Abbruch des bisherigen Kirchengebäudes statt. Anscheinend ließ er kaum mehr als die Fundamente übrig, auf denen man neue schwächere Mauern in Ziegeltechnik hochzog. Dadurch erklären sich die auffälligen Sockel, vor allem an den Innenwänden des Kirchensaales. An den Außenseiten verwendete man rot und dunkel gebrannte Ziegel. Ihre Vermauerung stellte ein Muster her, das vielleicht die ganze Fassade bedeckte. Den bisherigen Südeingang, auf den außen noch eine Trittschwelle hinweist, behielt man bei, doch wohl bereits zu dieser Zeit dürfte zusätzlich auch das Westportal entstanden sein. Des Weiteren wurde – damals zumeist an den Dorfkirchen eingeführt – eine Sakristei auf der Nordseite angefügt, und man versah das neue Kirchengebäude mit einem stattlichen Dachreiter. In ihm wurde 1519 neben dem bestehenden Geläut die bis jetzt benutzte Annenglocke aufgehängt. Ein seinerzeit modernes Formgefühl verrät die Steinmetzarbeit, wie besonders an der Gestaltung der Maßwerkfenster sowie der Sakramentsnische deutlich wird. Als Material verwendete man Rochlitzer Porphyrtuff, der von Anfang an farbig behandelt war. Die quer laufenden Eisen innen an den Altarfenstern dienten einst hauptsächlich zur Befestigung der Verglasung.
1537 wurde im Kampf gegen die sich ausbreitende Reformation die Pfarrstelle Lützschena durch den Merseburger Bischof Sigismund von Lindenau aufgelöst und dem benachbarten Hänichen zugeordnet. Dieser Akt richtete sich auch persönlich gegen Götz (Gottfried) von Üchtritz († vor 1551), dessen Familie seit 1405 die Herrschaft Lützschena und seit 1456 das nordwestlich angrenzende Freiroda besaß. Götz war 1537 bereits Anhänger Luthers, verweigerte die römisch-katholischen Sakramente und förderte die Reformation. Im Zusammenhang mit der Visitation von 1562 wurde Hänichen zum Sitz des Küsters und der Schule, und die Pfarrverwaltung für beide Kirchgemeinden einschließlich Quasnitz, das zu Hänichen gehörte, kam nach Lützschena.
1717 erlitt die Kirche einen Brandschaden, der nur notdürftig behoben werden konnte.
Ein klassizistisches Gepräge erhielt das seit der Reformation mehrfach umgestaltete Kircheninnere 1823. Es ging zurück auf Maximilian Freiherr Speck von Sternburg (1776–1856), der 1822 die Herrschaft Lützschena gekauft hatte und die Grundlagen für den bemerkenswerten Aufstieg des Ortes im 19. Jahrhundert schuf. Zu den Neuerungen im Gotteshaus zählte ein Kanzelaltar. Der bis dahin aufgestellte Flügelaltar, wahrscheinlich noch aus der alten um 1512 abgerissenen Kirche stammend, wurde außen am Ostgiebel angebracht und befand sich dort bis 1855 (siehe Hauptartikel Marienaltar Leipzig-Lützschena).
1855 ließ Max von Sternburg in seiner Eigenschaft als Patronatsherr durch den jungen Leipziger Architekten Oscar Mothes (1828–1903), einem Schüler von Gottfried Semper (1803–1879), die Kirche insgesamt umbauen. Im Inneren wurde der spätgotische Triumphbogen abgetragen, um einen einheitlichen Raum herzustellen. Das Äußere der Kirche erfuhr dagegen eine Veränderung im neugotischen Stil. Damals entstanden die Bekrönung durch Zinnen, und der seit dem Brand von 1717 verkürzte Dachreiter wurde durch einen westlich angebauten Turm aus rotem Ziegel ersetzt. Seinen spitzen Helm umrahmten vier aufgemauerte schlanke Dacherker. Die Neugestaltung ähnelte dem Aussehen der Kirche von Rüdigsdorf, einem Ortsteil der Stadt Frohburg, die Mothes 1847/48 erbaut hatte. Schon vor dem Umbau verloren gegangen war die mittelalterliche (romanische?) Sandsteintaufe, die man bis zum Abbruch der alten Sakristei 1845 dort noch aufbewahrt hatte, sowie 1855 wohl endgültig die farbig gefasste Kanzel von 1615, die bis heute ein übereinstimmendes Gegenstück in der Hainkirche St. Vinzenz (Hänichen) besitzt.
In das 16. bis 19. Jahrhundert gehören die neun in und an der Kirche noch vorhandenen Grabdenkmäler. Sie beziehen sich sämtlich auf das Schloss, darunter sieben auf die Familie von Üchtritz. Erinnerungen an die Pfarrer fehlen auch deshalb, weil ihre Bestattung in Hänichen – bis 1680 innerhalb der Kirche – erfolgte.
1905 nahm man eine Überholung des Kirchengebäudes außen vor.
1913 setzten Pläne zu einer großzügigen Umgestaltung nach dem Vorbild der Kirche Hänichen von 1906 ein. Die Ausführung unterblieb infolge des Ersten Weltkrieges. Nur das Innere erneuerte man 1922 „in schwerer Zeit“.
1934 vereinigten sich, damit dem örtlichen Beispiel von 1929 folgend, die beiden Kirchgemeinden Lützschena und Hänichen. Infolgedessen verwendete man ab 1940 zur Unterscheidung der wechselnd genutzten Gottesdienststätten die Namen Schloßkirche und Hainkirche. Allerdings bewirkte dieser Zusammenschluss auch, dass – abgesehen von dem 1910/11 errichteten großen Pfarrhaus und anderen kirchlichen Gebäuden – künftig die Baulast von zwei Kirchen anfiel. Daher fanden verzögert um vier Jahre erst 1939/40 anstehende Reparaturen in der Schloßkirche statt, und später in den Nachkriegsjahren und vor allem in der wirtschaftlich wie politisch schwierigen DDR-Zeit war die Kirchgemeinde immer weniger in der Lage, auftretende Schäden befriedigend zu beseitigen.
Anfang der 1960er Jahre dachte man deshalb sogar an die Aufgabe der Schloßkirche. Aber mit Hilfe des sächsischen Landeskirchenamtes und viel persönlichem Einsatz konnte bis 1973 zumindest eine weitgehende Sanierung durchgeführt werden. Vereinfachungen am Äußeren des Baukörpers, besonders am Turm, waren in Kauf zu nehmen. Doch bot die ebenfalls notwendige Entfernung der Innenausstattung zugleich eine Gelegenheit, einen hellen und festlichen Raum zu schaffen, der in seiner Gestaltung, z. B. durch bewegliche Bänke, den unterschiedlichen praktischen Bedürfnissen der Gemeinde entgegenkam. Die betont schlichte Formensprache, unterstützt durch eine materialorientierte Verwendung von Metall, Holz und Glas, sollte ursprünglich auch den Rahmen für den wieder aufgestellten Flügelaltar bilden. Aber dieses spätestens seit 1936 beabsichtigte und durch die Denkmalpflege geförderte Projekt zerschlug sich durch die SED-Institutionen, die entgegen der Rechtslage eine Rückgabe verhinderten. Heute stellt die inzwischen denkmalgeschützte Inneneinrichtung eine Erinnerung dar, wie die kirchliche Arbeit während der DDR-Zeit bewusst moderne Gestaltung in den Dienst ihrer Botschaft stellte.
Eine Kette von Teilsanierungen setzte 1997 ein: zunächst der Turm, 1999 ein neuer Innenanstrich, 2002 die Generalinstandsetzung der Orgel, 2010 die Dachstuhlreparatur mit anschließender Neueindeckung, die Vervollständigung der Treppengiebel und Zinnen sowie der Außenputz und -anstrich, 2011 der nochmalige Innenanstrich und die begonnene Überarbeitung der Fenster.

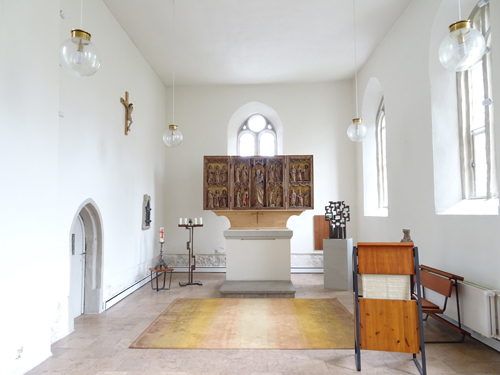
Blick zum Altarraum
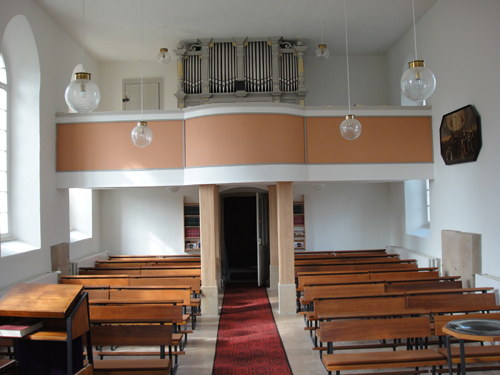
Blick zur Orgelempore

Durch diese Maßnahmen, vielfach als ehrenamtliche Leistung, zeigt sich seit Herbst 2011 die Schloßkirche wieder als ein ansehnliches Wahrzeichen im Ortsbild von Lützschena. Abgeschlossen ist die Instandsetzung noch nicht. Es handelt sich jetzt vor allem um Schäden, die erst während der laufenden Rekonstruktion entdeckt wurden.
Ein 2012 neuerlich gestarteter Anlauf, den spätgotischen Marienaltar wieder in die Schloßkirche zurückzuführen, war schließlich 2013 von Erfolg gekrönt. Nachdem es innerhalb eines Jahres gelungen war, die nötigen finanziellen Mittel beim Freistaat Sachsen, der Deutschen Stiftung Denkmalschutz, der Ostdeutschen Sparkassenstiftung zusammen mit der Sparkasse Leipzig, der Sächsischen Landeskirche sowie von privaten Sponsoren einzuwerben, konnte die Restaurierung im September 2014 beginnen und der Altar am 28. Juni 2015 wieder feierlich geweiht werden.

## Glocken

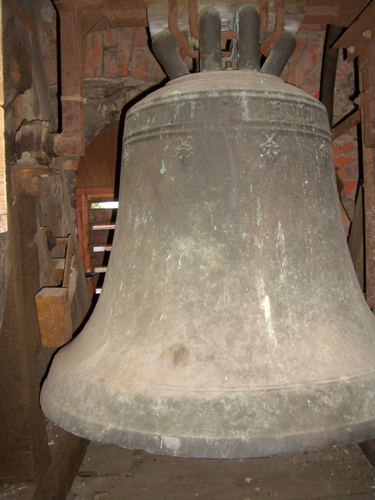
Die Annenglocke von 1519
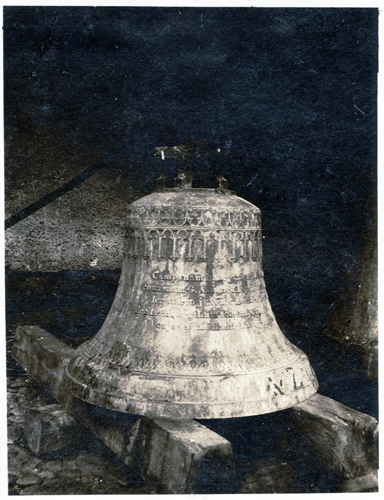
Foto der mittleren Glocke (Kriegsverlust)

Der Glockenstuhl der Schloßkirche ist für drei Glocken ausgelegt. Die älteste und größte Glocke ist die Annenglocke von 1519.
Die mittlere und die kleine Glocke wurden am 2. Oktober 1855 der Werkstätte des G. A. Jauck in Leipzig gegossen und mussten im Zweiten Weltkrieg abgeliefert werden, sodass nunmehr nur noch die Annenglocke vorhanden ist.
| Glocke                | 1                   | 2           | 3           |
| --------------------- | ------------------- | ----------- | ----------- |
| unterer Durchmesser   | 1,01 m              | 0,85 m      | 0,45 m      |
| schräge Höhe bis Rand | 0,75 m              |             |             |
| Gewicht               | 625 kg              | 255 kg      | 163,8 kg    |
| Jahr                  | 1519                | 1855        | 1855        |
| Gießer                | Hallischer Meister? | G. A. Jauck | G. A. Jauck |

## Orgel
Die Gottfried-Hildebrand-Orgel der Schloßkirche stammt aus dem Jahr 1894. Sie hat die folgende Disposition:
| I. Manual |           |              |  |
| 2         | Prinzipal | 8′           |  |
| 3         | Bordun    | 8′           |  |
| 1         | Octave    | 4′           |  |
| 4         | Rohrflöte | 4′           |  |
| 5         | Quinte    | 1 1/3′       |  |
| 6         | Mixtur    | 3fach 2 2/3‘ |  |

| II. Manual |                 |    |  |
| 7          | Lieblich Gedact | 8′ |  |
| 8          | Floete          | 4′ |  |
| 9          | Principal       | 2′ |  |

| Pedal |           |     |  |
| 10    | Subbass   | 16′ |  |
| 11    | Octavbass | 8′  |  |

Koppeln:
Manualcoppel – als Gabelkoppel über dem II. Manual ausgeführt
Pedalcoppel – als Gabelkoppel mit ständig mitlaufendem Wellenbrett ausgeführt. Bei eingeschalteter Manualkoppel koppelt das II. Manual mit ins Pedal.
Die Nummerierung erfolgt vom Prospekt nach hinten. Die Registerbezeichnung entspricht den Manubien.
Die Orgel wurde zuletzt 2018 durch die Firma Ekkehart Groß generalüberholt.

## Besondere Ausstattungsstücke

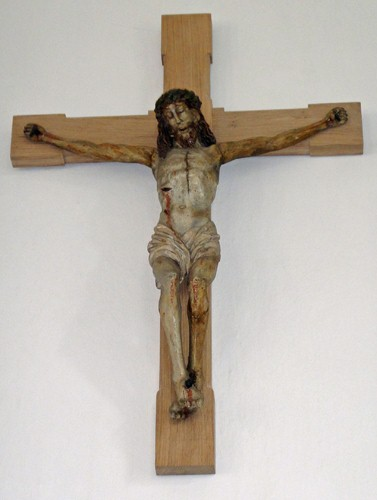
Kruzifix
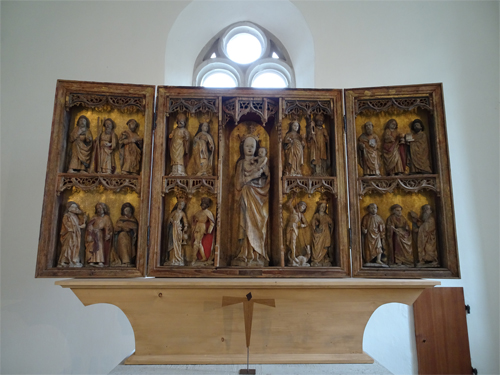
Marienaltar, Festtagsseite
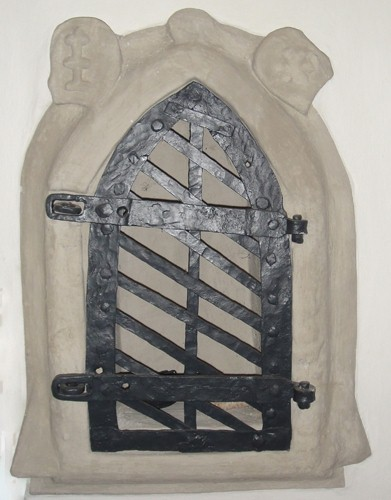
Sakramentsnische

### Spätgotik
- Kruzifix, 15. Jh., vermutlich aus der Vorgängerkirche
- Marienaltar, um 1460, fünfflüglich
- Sakramentsnische mit Gitter, um 1512, Verlust der Bekrönung, die Wappen ungeklärt
- Schlüsselfang unter der Klinke der Sakristeitür.

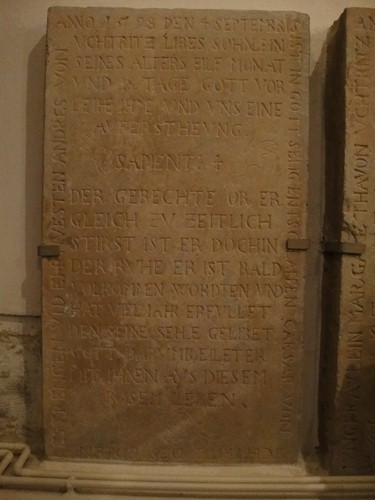
Grabstein für Caesar von Üchtritz
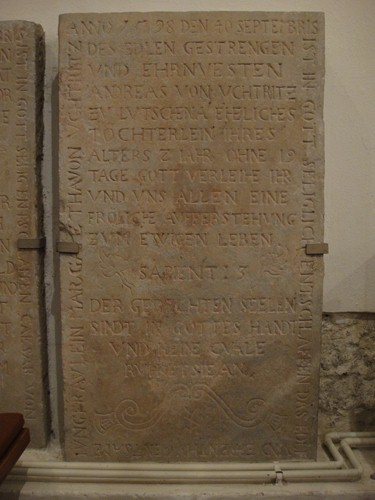
Grabstein für Margaretha von Üchtritz

### Renaissance
- Zwei Kindergrabsteine Margaretha und Caesar von Üchtritz, † 1598.

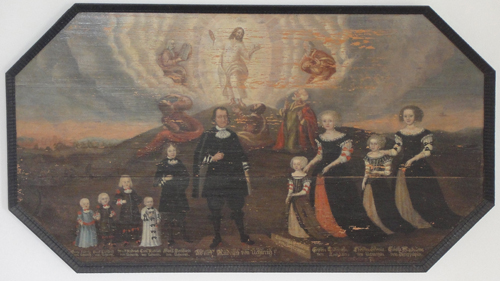
Erinnerungsbild  Wolf Rudolph von Üchtritz
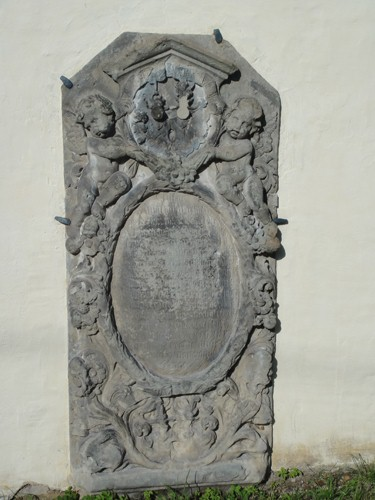
Grabstein für Friederike Agasella von Üchtritz

### Barock
- Querachteckiges Erinnerungsbild  Wolf Rudolph von Üchtritz, † 1685, inmitten seiner Familie, verbunden mit der Verklärung Jesu (vgl. Markusevangelium, Kap.9, Verse 2–13)
- Emporenbalken, gekehlt und farbig gefasst (Fälldatum 1694/95), sekundär verbaut 1855
- Grabstein Friederike Agasella von Üchtritz, geb. von der Schulenburg, † 1706 (Ostwand außen rechts)
- Engel, von einem Altarwerk, Klostergut St. Veit an der Rott, Oberbayern, 18. Jh. (Stiftung Maximilian Speck von Sternburg).

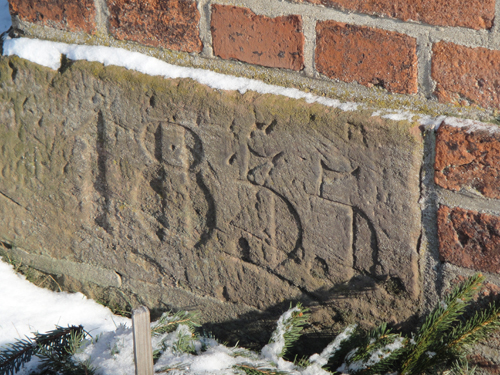
Grundstein von 1855
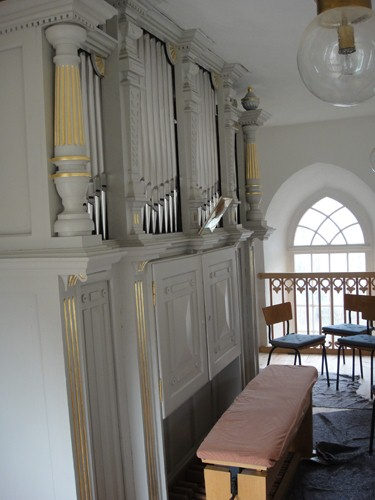
Hildebrand-Orgel
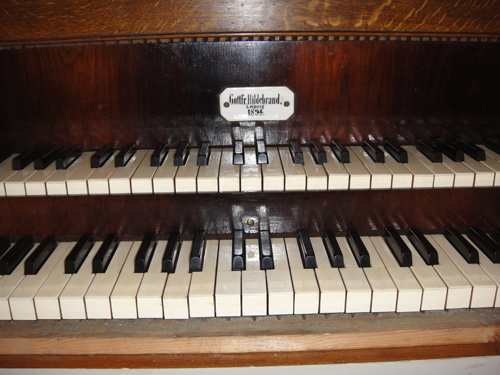
Spieltisch
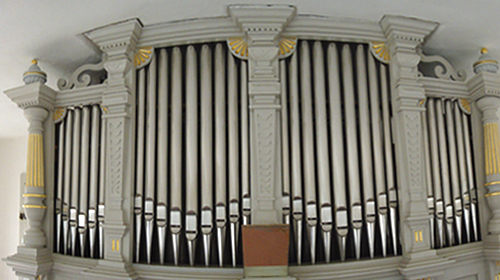
Prospekt

### 19. Jahrhundert
- Grund- und Eckstein 1855 (außen unten links am Turm)
- Orgel mit Prospekt, von Gottfried Hildebrand (1850–1922), Leipzig 1894.

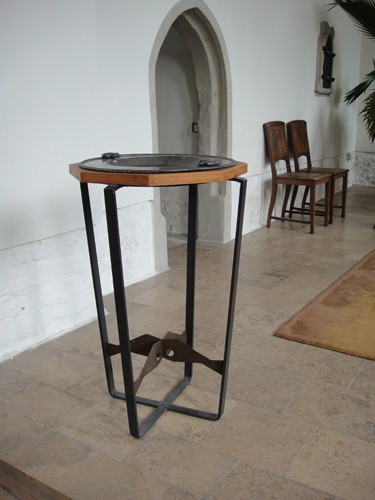
Tauftisch
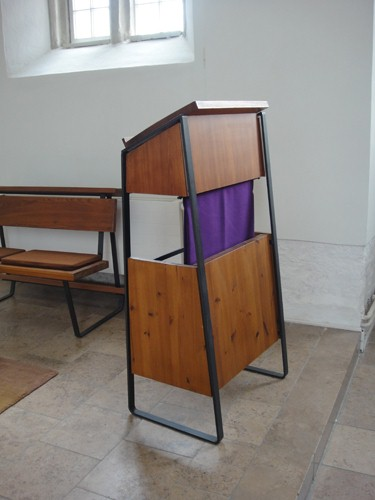
Lesepult

### 20. Jahrhundert
- Oelzner-Kreuz, Metall mit Glasfluss, dazu
- vierarmiger Leuchter, jeweils von Ulrike und Thomas Oelzner, Leipzig 1971